# Col de Saint-Georges
Il Col de Saint-Georges (in corso Bocca di San Giorgiu) è un passo che collega Eccica-Suarella con Santa Maria-Sichè.